# Территориальная прелатура Хули
Территориальная прелатура Хули (лат. Territorialis Praelatura Iuliensis) — территориальная прелатура Римско-католической церкви с центром в городе Хули, Перу. Территориальная прелатура входит в митрополию Арекипы. Кафедральным собором территориальной прелатуры Хули является церковь святого Петра.

## История
3 августа 1957 года Римский папа Пий XII издал буллу «Qui disponente», которой учредил территориальную прелатуру Хули, выделив её из епархии Пуно.

## Ординарии епархии
- епископ Edward Louis Fedders (3.08.1957 — 11.03.1973);
- епископ Raimundo Revoredo Ruiz (25.11.1988 — 29.05.1999);
- епископ Elio Alevi Pérez Tapia (19.04.2001 — 25.06.2005);
- епископ José María Ortega Trinidad (22.04.2006 — 15.11.2018, в отставке);
- епископ Ciro Quispe López (15.11.2018 — по настоящее время).

## Источник
- Annuario Pontificio, Libreria Editrice Vaticana, Città del Vaticano, 2003, ISBN 88-209-7422-3
- Булла Qui disponente, AAS 50 (1958), p. 144  (лат.)